# Louis Joseph Toussaint Rossignon
Pour les articles homonymes, voir Rossignon.
Louis Joseph Toussaint Rossignon, né le 31 octobre 1780 à Avesnes-sur-Helpe et mort le 2 octobre 1871 à Versailles, est un peintre français.
Spécialisé dans la peinture d'histoire, le portrait et les scènes de genre, il expose au Salon de Paris de 1810 à 1850.

## Biographie

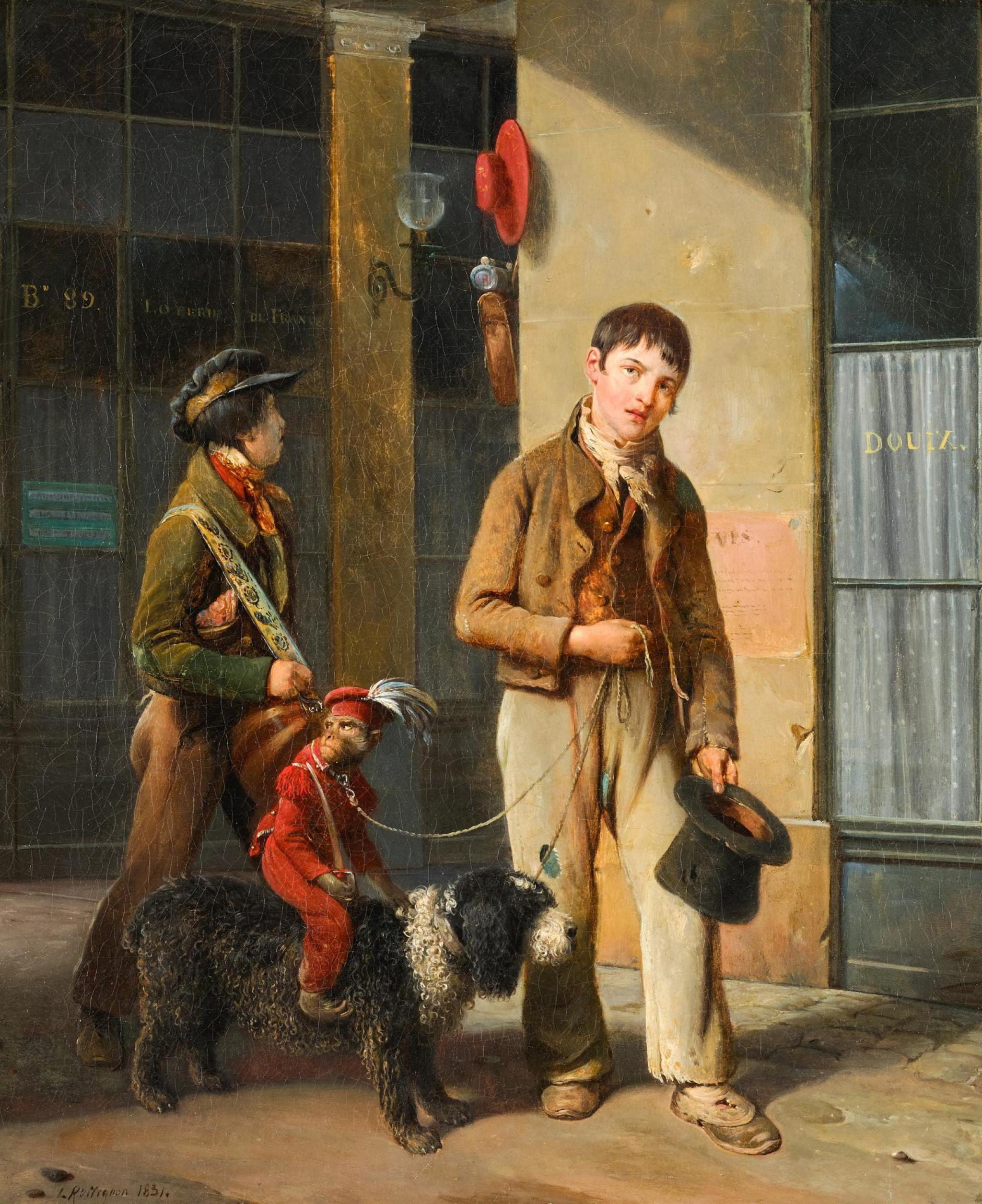
Deux Savoyards avec un singe et un chien (Salon de 1831), musée des Beaux-Arts d'Orléans.

### Famille
Louis Joseph Toussaint Rossignon naît en 1780 à Avesnes-sur-Helpe, fils de Louis Rossignon, peintre en bâtiment et doreur. Son frère François Stanislas Rossignon, né en 1782, devient peintre de portraits,.
Marié à Marie Joséphine Caroline Aulagnier en 1806, il a plusieurs enfants : (Caroline Marie) Octavie, née en 1807, devient peintre et caricaturiste ; (Louis Amédée) Émile (1813-1884, Paris) devient sous-chef de bureau au ministère de la Guerre ; (Louise) Jenny, née en 1815, se produit comme cantatrice soprano de 1841 à 1856 environ, ; (Marie) Louise, née en 1830, chante occasionnellement en public au milieu des années 1850.

### Parcours
Louis Joseph Toussaint Rossignon suit l'enseignement de François-André Vincent à Paris. Il admire Raphaël et reproduit La Madone de Foligno du musée des Beaux-Arts de Reims[réf. nécessaire]. À partir de 1810, il expose des scènes historiques, dont Le Siège de Missolonghi (Salon de 1827, médaille d’or) et occupe alors un atelier rue Buffault à Paris. Il est apprécié de Louis-Philippe. 
Louis Joseph Toussaint Rossignon meurt le 2 octobre 1871 à Versailles, sept jours après sa fille Octavie. Son épouse décède quant à elle le 7 octobre, soit cinq jours après lui.
Plusieurs de ses œuvres sont conservées au musée national des châteaux de Versailles et de Trianon.

## Œuvres dans les collections publiques
États-Unis
- Washington D.C, ambassade de France : Le Prince de Lamballe, 1840.

France
- L'Isle-Adam, musée d'Art et d'Histoire Louis-Senlecq : Le Dernier des Conti, 1824.
- Orléans, musée des Beaux-Arts : Deux Savoyards avec un singe et un chien, 1831.
- Versailles :
  - musée national des châteaux de Versailles et de Trianon :
    - Louis-Philogène Brulart de Sillery, marquis de Puisieux (1702-1770), 1838 (manquant à l'inventaire)[14] ;
    - Claire de Gonzague, comtesse de Montpensier, 1840[15] ;
    - René Descartes, 1841 ;
    - Jean-François de Gonzague, marquis de Mantoue, 1840 ;
    - Charlemagne, empereur d'Occident (742-814).

  - palais de justice : Jacques Cujas (1520-1590), 1843.